# 9 septembre
Pour les articles homonymes, voir Neuf-Septembre.
9 août 9 octobre
Chronologies thématiques
- Croisades
- Ferroviaires
- Sports
- Disney
- Anarchisme
- Catholicisme

Abréviations / Voir aussi
- (° 1852) = né en 1852
- († 1885) = mort en 1885
- a.s. = calendrier julien
- n.s. = calendrier grégorien
- Calendrier
- Calendrier perpétuel
- Liste de calendriers
- Naissances du jour

Le 9 septembre est le 252e jour de l'année du calendrier grégorien, 253e lorsqu'elle est bissextile.
Il reste ensuite 113 jours avant la fin de l'année civile.
C'était généralement l'équivalent du 23 fructidor du calendrier républicain français, officiellement dénommé jour du houblon.

## Événements

### IVesiècle
- 337 : Constant Ier, Constantin II et Constance II deviennent co-empereurs Auguste.

### Xesiècle
- 1000 : bataille de Svolder.

### XIesiècle
- 1087 : Guillaume le Roux devient roi des Anglais.

### XIVesiècle
- 1379 : signature du traité de Neuberg.

### XVesiècle
- 1493 : bataille de Corbavie, les Ottomans conquièrent une partie de la Croatie.

### XVIesiècle
- 1513 : bataille de Flodden Field, victoire des hallebardiers anglais sur les forces écossaises ; le roi Jacques IV meurt dans la bataille.
- 1543 : Marie Stuart est couronnée reine d'Écosse.
- 1561 : ouverture du colloque de Poissy, tentative de rapprochement entre catholiques et protestants par la reine-mère Catherine de Médicis.
- 1570 : Chypre devient turque.

### XVIIesiècle
- 1619 : couronnement de Ferdinand II.

### XVIIIesiècle
- 1739 : rébellion de Stono contre l'esclavage, en Caroline du Sud.
- 1774 : résolutions du Suffolk, pour protester contre les Intolerable Acts[1].
- 1776 : les Treize colonies (britanniques, en Amérique du Nord) deviennent les États-Unis d'Amérique[2].

### XIXesiècle
- 1850 : la Californie devient le 31e État des États-Unis.

### XXesiècle
- 1939 : début de la bataille de Hel, pendant l'invasion de la Pologne.
- 1948 : proclamation de la République démocratique de Corée du Nord.
- 1955 : rétablissement des relations diplomatiques entre l'U.R.S.S. et la R.F.A[3].
- 1991 : indépendance du Tadjikistan vis-à-vis de l'URSS.

### XXIesiècle
- 2001 : assassinat du commandant de l'Alliance du Nord Ahmed Chah Massoud en Afghanistan.
- 2018 : en Suède, des élections législatives, municipales et régionales se tiennent, mais aucune majorité ne se dégage, la coalition des rouges et verts arrive en tête.
- 2019 : aux Tuvalu, des élections législatives ont lieu, afin de renouveler l'ensemble des députés du parlement national, le Fale i Fono[4]. À la suite des élections, le Parlement doit élire le Premier ministre. La majorité sortante à l'issue du scrutin est affaiblie.
- 2023 : aux Maldives, le premier tour de l'élection présidentielle se solde par un ballottage entre le président sortant Ibrahim Mohamed Solih et Mohamed Muizzu[5].

## Arts, culture et religion
- 1668 : création de L'Avare de Molière, au théâtre du Palais-Royal.
- 1835 : loi sur la presse, proscrivant la caricature politique en France.
- 1886 : signature de la convention de Berne pour la protection des œuvres littéraires et artistiques.

## Sciences et techniques
- 1892 : découverte d'Amalthée, satellite naturel de Jupiter.
- 1975 : décollage de la deuxième sonde martienne américaine Viking 2.
- 2016 : cinquième essai nucléaire nord-coréen.

## Économie et société
- 1997 : la ville de La Rochelle innove en matière d’environnement, son maire Michel Crépeau instaure la première "journée sans voiture" de France[6].
- 2020 :
  - en Colombie,  des émeutes font au moins 13 morts et des centaines de blessés à la suite de la mort de Javier Ordóñez, interpellé par la police[7].
  - en Grèce, un incendie détruit le Camp de Mória sur l'île de Lesbos, dans lequel 13 000 migrants étaient enfermés[8].

## Naissances

### IVesiècle
- 384 : Flavius Honorius, co-empereur puis empereur, romain d'Occident († 15 août 423).

### XIVesiècle
- 1389 : Pierre de Rieux, militaire français († 1439).

### XVIesiècle
- 1569 : Jahângîr, empereur moghol de 1605 à 1627 († 28 octobre 1627).
- 1583 : Girolamo Frescobaldi, compositeur italien († 1er mars 1643).
- 1585 : Armand Jean du Plessis de Richelieu, prélat (cardinal) et homme d’État français († 4 décembre 1642).

### XVIIesiècle
- 1690 : Nicolas de Saulx-Tavannes, prélat français († 10 mars 1759).

### XVIIIesiècle
- 1737 : Luigi Galvani, physicien italien († 4 décembre 1798).
- 1744 : Gabriel Feydel, avocat, journaliste et homme politique français († 26 juin 1827).
- 1745 : Johann Wenzel Peter, peintre autrichien († 28 décembre 1829).
- 1754 : William Bligh, officier de marine britannique († 7 décembre 1817).
- 1789 : William Cranch Bond, astronome américain († 29 janvier 1859).
- 1794 : William Lonsdale, géologue et paléontologue britannique († 11 novembre 1871).

### XIXesiècle
- 1824 : Georg Mader, peintre autrichien († 31 mai 1881).
- 1828 (n.s.) : Léon Tolstoï (Лев Никола́евич Толсто́й), écrivain russe († 20 novembre 1910).
- 1842 : Elliott Coues, historien, écrivain et ornithologue américain ( † 25 décembre 1899).
- 1844 : Louis Rossel, homme politique et militaire français († 28 novembre 1871).
- 1851 : Rémi d'Avezac de Moran, journaliste et militant monarchiste français.
- 1867 : Robert Mond, chimiste, industriel et archéologue britannique († 22 octobre 1938).
- 1873 : 
  - John Pratt, homme politique britannique († 27 octobre 1952).
  - Max Reinhardt (Maximilian Goldmann dit), metteur en scène américain († 30 octobre 1943).
- 1877 : André Alerme, acteur français († 31 janvier 1960).
- 1885 : Paul Henckels, acteur allemand († 27 mai 1967).
- 1890 : 
  - Kurt Lewin, psychologue américain († 12 février 1947).
  - (Le) colonel Harland David Sanders, militaire puis entrepreneur américain ès restauration, fondateur de la chaîne KFC († 16 décembre 1980).
- 1893 : Georges Detreille, coureur cycliste français, champion olympique en 1920 († 13 mai 1957).
- 1894 : 
  - Arthur Freed, producteur et parolier américain († 12 avril 1973).
  - Humphrey Mitchell, homme politique canadien (° 1er août 1950).
- 1899 : 
  - Brassaï (Gyula Halász dit), photographe, dessinateur, peintre, sculpteur et écrivain français († 8 juillet 1984).
  - Neil Hamilton, acteur américain († 24 septembre 1984).
- 1900 : James Hilton, romancier britannique († 20 décembre 1954).

### XXesiècle
- 1904 : Goffredo Alessandrini, réalisateur italien († 16 mai 1978).
- 1906 : Pierre July, homme politique français († 7 août 1982).
- 1908 : Cesare Pavese, écrivain italien († 27 août 1950).
- 1909 : Arthur Jonath, athlète allemand spécialiste du sprint († 11 avril 1963).
- 1915 : Carrier Fortin, juriste et homme politique canadien († 19 septembre 2007).
- 1919 : 
  - Jacques Marin, acteur français († 10 janvier 2001).
  - John Ljunggren, marcheur suédois, champion olympique († 13 janvier 2000).
- 1920 : Neil Chotem, musicien et chef d'orchestre canadien († 21 février 2008).
- 1922 : Solange Alexandre, institutrice et résistante française.
- 1923 : Cliff Robertson (Clifford Parker Robertson III dit), acteur et cinéaste américain († 10 septembre 2011).
- 1924 :
  - Jane Greer, actrice américaine († 24 août 2001).
  - Sylvia Miles, actrice américaine († 12 juin 2019).
- 1926 : Youssef al-Qaradâwî (ou Yûsuf Al-Qardaoui, يوسف القرضاوي), théologien, prédicateur et universitaire musulman qatarien d'origine égyptienne († 26 septembre 2022).
- 1927 : Elvin Jones, musicien américain († 18 mai 2004).
- 1928 : 
  - Jacques Chérèque, syndicaliste français († 24 décembre 2017).
  - Gabrielle Vincent, écrivaine et illustratrice belge († 24 septembre 2000).
- 1929 : Claude Nougaro, chanteur français († 4 mars 2004).
- 1936 : Murray Lee Eiland, auteur, universitaire et chercheur américain.
- 1938 : Jay Ward, joueur puis instructeur et gérant de baseball américain († 24 février 2012).
- 1939 : 
  - Carsten Keller, joueur allemand de hockey sur glace.
  - Stanislav Petrov, lieutenant-colonel soviétique puis russe († 19 mai 2017).
- 1940 : Joe Negroni (en) (Jose Negroni dit), chanteur américain du groupe The Teenagers († 5 septembre 1978).
- 1941 :
  - Otis Redding, chanteur américain († 10 décembre 1967).
  - Dennis Ritchie, physicien et mathématicien américain († 12 octobre 2011).
- 1942 : Inez Foxx, chanteuse américaine d'un duo musical formé avec son frère prédécédé († 25 août 2022).
- 1944 : Bernard-Nicolas Aubertin, prélat français.
- 1945 : Dee Dee Sharp (Dione LaRue dite), chanteuse américaine.
- 1946 : Bruce Palmer (en), musicien canadien du groupe Buffalo Springfield († 1er octobre 2004).
- 1947 : Freddy Weller (en) (Wilton Frederick Weller dit), chanteur, compositeur et guitariste américain du groupe Paul Revere & The Raiders.
- 1948 :
  - Chantal Brunel, femme politique française.
  - Lucien Francoeur, poète, enseignant et chroniqueur québécois.
- 1949 :
  - Alain Mosconi, nageur français.
  - Daniel Pipes, journaliste américain.
- 1951 : Ildikó Schwarczenberger, escrimeuse hongroise, championne olympique († 13 juillet 2015).
- 1952 :
  - Lee Miller Emile Morin, astronaute américain.
  - Dave Stewart, musicien britannique du duo Eurythmics.
- 1953 : 
  - Raoul Peck, cinéaste haïtien.
  - Philippe Risoli, animateur de télévision français.
- 1956 : 
  - Anatoly Artsebarsky (Анатолий Павлович Арцебарский), cosmonaute ukrainien.
  - Pilar Mazzetti, médecin et femme politique péruvienne, ministre ;
- 1958 : Dani Lary (Hervé Bittoun dit), magicien illusionniste français.
- 1959 :
  - Tom Foley (Thomas Michael Foley dit), joueur de baseball américain.
  - Amal Naseer, écrivaine et critique littéraire jordanienne.
  - Éric Serra, musicien français.
- 1960 :
  - Hugh Grant, acteur britannique.
  - Robert « Bob » Hartley, entraîneur de hockey sur glace canadien.
- 1961 : Pepín Jiménez (José Jiménez Alcázar dit), matador espagnol.
- 1965 : Jean-Louis Harel, coureur cycliste français, médaillé olympique.
- 1966 :
  - David Bennent, acteur allemand.
  - Kevin Hatcher, hockeyeur américain.
  - Michel Muller, humoriste et acteur français.
  - Adam Sandler, homme de cinéma américain.
- 1967 : B. J. Armstrong, basketteur américain.
- 1968 : 
  - Chris Alexander, homme politique canadien.
  - Jon Drummond, athlète américain spécialiste du sprint, champion olympique du 4 x 100 m.
  - Hans-Peter Steinacher, skipper autrichien, double champion olympique.
- 1971 : 
  - Henry Thomas, acteur américain.
  - Eric Stonestreet : acteur américain.
- 1972 : Xavier Pascual Vives, entraîneur espagnol de basket-ball.
- 1973 : Bucek Depp, acteur et mannequin indonésien.
- 1974 : Divine Brown (en), chanteuse canadienne.
- 1975 : Michael Bublé, chanteur canadien.
- 1976 :
  - Emma de Caunes, réalisatrice et actrice française.
  - Hanno Möttölä, basketteur finlandais.
- 1978 : Céline Bara, actrice de films pornographiques française.
- 1979 : Frédéric de Lanouvelle, aventurier et journaliste français.
- 1980 : 
  - Isabelle Caro, comédienne française († 17 novembre 2010).
  - Michelle Williams, actrice américaine.
- 1983 :
  - Anatoli Boisa (ანატოლი ბოისა), basketteur géorgien.
  - Zoe Kazan, actrice, dramaturge, productrice et scénariste américaine.
- 1984 : Jawad Akadar (جواد أقدار), footballeur marocain († 20 octobre 2012).
- 1985 :
  - Lior Eliyahu (לִיאוֹר אֱלִיָּהוּ), basketteur israélien.
  - Luka Modrić, footballeur international croate.
  - J. R. Smith (Earl Joseph Smith III dit), basketteur américain.
- 1986 :
  - Jason Lamy-Chappuis, skieur de combiné nordique franco-américain.
  - Luc Mbah a Moute, basketteur camerounais.
- 1987 :
  - Nicole Aniston, actrice de films pornographiques américaine.
  - Alexis Palisson, joueur de rugby français.
  - Andrea Petkovic, joueuse de tennis allemande.
  - Alexandre Song, footballeur franco-camerounais.
  - Khalilou Traoré, footballeur malien.
- 1988 : William « Will » Middlebrooks, joueur de baseball professionnel américain.
- 1989 : Dairis Bertāns, basketteur letton.
- 1990 : Ophélie-Cyrielle Étienne, nageuse française.
- 1991 : « Oscar » (Oscar dos Santos Emboaba Júnior dit), footballeur brésilien.
- 1992 : Damian McGinty, chanteur et acteur irlandais.
- 1993 : Ryōhei Katō (加藤凌平), gymnaste artistique japonais.
- 1995 : Lucas "Lujipeka" Taupin, rappeur français.
- 1996 : Albert Rafetraniaina, footballeur français.
- 1999 : Bilal Hassani, chanteur et vidéaste français.

## Décès

### XIesiècle
- 1087 : Guillaume le Conquérant, duc de Normandie de 1035 à 1087 et roi d'Angleterre de 1066 à 1087 (° v. 1027).

### XVesiècle
- 1488 : François II, duc de Bretagne de 1458 à 1488 et comte d'Étampes (° 23 juin 1433).

### XVIesiècle
- 1513 : Jacques IV d'Écosse, roi d'Écosse (° 17 mars 1473).
- 1545 : Charles d'Orléans, duc, plus jeune fils du roi de France François Ier (° 22 janvier 1522).
- 1569 : Pieter Brueghel l'Ancien, peintre flamand (° vers 1525).

### XVIIesiècle
- 1607 (ou 7 septembre) : Pomponne de Bellièvre, homme d'État franco-lyonnais, auprès des rois de France Henri III puis Henri IV (° 1529).
- 1676 : Paul de Chomedey, sieur de Maisonneuve, militaire français (° 15 février 1612).

### XVIIIesiècle
- 1720 : Philippe de Courcillon de Dangeau, militaire français (° 21 septembre 1638).
- 1732 : Francis Negus, officier et homme politique britannique (° 1670).

### XIXesiècle
- 1841 : Augustin Pyrame de Candolle, botaniste suisse (° 4 février 1778).
- 1871 : Stand Watie, chef cherokee américain (° 12 décembre 1806).
- 1877 : Filippo Parlatore, botaniste italien (° 8 août 1816).
- 1886 : 
  - G.F. Imbert, compositeur français (° 1er janvier 1812).
  - Léon de Jouvenel, homme politique français (° 25 septembre 1811).
- 1891 : Jules Grévy, avocat et homme politique français, président de la République française de 1879 à 1887 (° 15 août 1807).
- 1898 : Stéphane Mallarmé (Étienne dit), poète français (° 18 mars 1842).

### XXesiècle
- 1901 : 
  - Wilhelm Tomaschek, géographe et orientaliste tchéquo-autrichien (° 26 mai 1841).
  - Henri de Toulouse-Lautrec, dessinateur, peintre, lithographe et affichiste français (° 24 novembre 1864).
- 1915 : Albert Spalding, joueur de baseball américain (° 2 septembre 1850).
- 1941 : Hans Spemann, biologiste allemand, prix Nobel de physiologie ou médecine en 1935 (° 27 juin 1869).
- 1949 : Tonita Peña, artiste peintre puebla (° 10 mai 1893).
- 1960 : Jussi Björling, artiste lyrique suédois (° 5 février 1911).
- 1976 : Mao Zedong (毛泽东), fondateur et chef du Parti communiste chinois puis président de la république populaire de Chine (° 26 décembre 1893).
- 1978 : Jack Warner, producteur de cinéma américain (° 2 août 1892).
- 1979 : Mahmoud Taleghani, théologien iranien (° 5 mars 1911).
- 1981 : Jacques Lacan, médecin et psychanalyste français (° 13 avril 1901).
- 1985 : Paul John Flory, chimiste américain, prix Nobel de chimie en 1974 (° 19 juin 1910).
- 1986 : Magda Tagliaferro, pianiste française (° 19 janvier 1893).
- 1990 : 
  - Samuel Doe, militaire et homme politique libérien, président du Liberia de 1980 à 1990 (° 6 mai 1951).
  - Alexandre Men (Alexandre Vladimirovitch Men), prêtre, théologien, prédicateur et auteur russe chrétien orthodoxe mystérieusement assassiné (° 22 janvier 1935).
- 1993 : Helen O'Connell, chanteuse et actrice américaine (° 23 mai 1920).
- 1994 : Patrick O'Neal, acteur américain (° 26 septembre 1927).
- 1995 : Reinhard Furrer, spationaute allemand (° 25 novembre 1940).
- 1996 : 
  - Ruggero Mastroianni, monteur italien (° 7 novembre 1929).
  - Bill Monroe, chanteur américain (° 13 septembre 1911).
  - Robert Nisbet, sociologue et conservateur américain  (° 30 septembre 1913).
  - Edgard Pillet, artiste plasticien français (° 29 juillet 1912).
- 1997 : 
  - Richie Ashburn, joueur de baseball américain (° 19 mars 1927).
  - Burgess Meredith, cinéaste américain (° 16 novembre 1907).
- 1998 : 
  - Lucio Battisti, chanteur italien (° 5 mars 1943).
  - Eleanor Garatti, nageuse américaine (° 12 juin 1909).
  - Mariano Martín, footballeur espagnol (° 20 octobre 1919).
- 1999 :
  - Catfish Hunter (James Augustus Hunter dit), joueur de baseball américain (° 8 avril 1946).
  - Ruth Roman, actrice américaine (° 23 décembre 1923).

### XXIesiècle
- 2001 :
  - Bernard Huet, architecte français (° 14 janvier 1932).
  - (Le) commandant Massoud (Ahmed Chah Massoud, آحمد شاة مسعود dit Massoud l'Afghan ou), chef afghan résistant aux soviétiques puis aux talibans (° 9 janvier 1953).
- 2003 : 
  - Joaquim Homs, compositeur espagnol (° 21 août 1906).
  - Larry Hovis, acteur et scénariste américain (° 20 février 1936).
  - Edward Teller, physicien hongro-américain (° 15 janvier 1908).
- 2004 : Jean-Daniel Pollet, cinéaste français (° 20 juin 1936).
- 2005 : André Pousse, acteur français (° 20 octobre 1919).
- 2006 : 
  - Gérard Brach, scénariste et réalisateur français (° 23 juillet 1927).
  - Émilie Mondor, athlète canadienne (° 29 avril 1981).
- 2007 :
  - Angie Elisabeth Brooks, diplomate libérienne (° 24 août 1928).
  - Han Dingxiang, évêque catholique chinois (° 17 mai 1937).
  - Helmut Senekowitsch, footballeur autrichien (° 22 octobre 1933).
  - Hughie Thomasson, musicien et guitariste américain (° 13 août 1952).
- 2008 : 
  - Jacob Lekgetho, footballeur sud-africain (° 24 mars 1974).
  - Richard Monette, acteur et réalisateur canadien (° 19 juin 1944).
  - Warith Deen Muhammad, dirigeant musulman américain (° 30 octobre 1933).
  - Nouhak Phoumsavanh, homme d'État laotien (° 9 avril 1910).
  - Solange Troisier, médecin et femme politique française (° 19 juillet 1919).
- 2010 : Bent Larsen, joueur d'échecs danois (° 4 mars 1935).
- 2011 : 
  - Valentino Braitenberg, expert en cybernétique et écrivain allemand (° 18 juin 1926).
  - Laurie Hughes, footballeur international anglais (° 2 mars 1924).
- 2012 : 
  - Verghese Kurien, ingénieur et homme d'affaires indien (° 26 novembre 1921).
  - Désiré Letort, coureur cycliste français (° 29 janvier 1943).
- 2013 : 
  - Patricia Blair, actrice américaine (° 15 janvier 1933).
  - Riazuddin, physicien pakistanais (° 10 novembre 1930).
- 2014 : 
  - Montserrat Abelló, poétesse et traductrice espagnol (° 1er février 1918).
  - Firoza Begum, chanteuse bangladaise (° 28 juillet 1930).
- 2015 : Fred Deux, dessinateur et écrivain français (° 1er juillet 1924).
- 2016 : 
  - James Siang'a, footballeur puis entraîneur kényan (° vers 1949).
  - James Stacy, acteur américain (° 23 décembre 1936).
- 2017 : 
  - Gretta Chambers, journaliste canadienne (° 15 janvier 1927).
  - Velasio De Paolis, cardinal italien (° 19 septembre 1935).
  - Tex Lecor, animateur de radio et de télévision canadien (° 10 juin 1933).
  - Thibault Martin, sociologue canadien (° 1949).
- 2018 :
  - Frank Andersson, lutteur suédois (° 9 mai 1956).
  - Robert Opratko, compositeur autrichien (° 17 mars 1931).
  - Beat Richner, pédiatre et violoncelliste suisse (° 13 mars 1947).
- 2020 : Edgard Tupët-Thomé, militaire français, compagnon de la Libération (° 19 avril 1920).
- 2021 : 
  - Borhane Alaouié, réalisateur libanais (° 1er avril 1941).
  - Urbain Braems, footballeur et entraîneur belge (° 10 novembre 1933).
  - Timothy Colman, homme d'affaires britannique (° 19 septembre 1933).
  - Wiesław Gołas, acteur de théâtre, de cinéma et de télévision polonais (° 9 octobre 1930).
  - Amanda Holden, pianiste, librettiste, traductrice, éditrice et professeure britannique (° 19 janvier 1948).
  - Jean-Paul Jeannotte, chanteur classique et syndicaliste canadien (° 9 mars 1926).
  - Gene Littles, basketeur puis entraîneur américain (° 29 juin 1943).
  - Lucette Michaux-Chevry, femme politique française et antillaise (° 5 mars 1929).
  - Tarcísio Padilha, philosophe, enseignant et magistrat brésilien (° 17 avril 1928).
  - Danilo Popivoda, footballeur international yougoslave puis slovène (° 1er mai 1947).
  - Albert Kakou Tiapani, homme politique et ancien ministre ivoirien (° ? 1935).

## Célébrations
- Journée internationale pour la protection de l’éducation contre les attaques[9]
- Journée mondiale de sensibilisation au syndrome d’alcoolisation fœtale.
- La Journée internationale du Sudoku[10]
- Californie (États-Unis) : California Admission Day (en) / « fête de l'admission de la Californie » au sein de l'Union (fédérale) en 1851.
- Corée du Nord : fête nationale d'anniversaire de la proclamation de la république populaire démocratique de Corée en 1948.
- Costa Rica : día del niño[11] / « journée de l'enfant ».
- Japon : Kiku no Sekku[12] / « fête des chrysanthèmes » (voir 1er novembre en France et autour).
- Tadjikistan : fête nationale de l'indépendance vis-à-vis de l'URSS en 1991.

### Saints des Églises chrétiennes

#### Saints catholiques et orthodoxes
Saints du jour, :
- Bettelin (VIIIe siècle), Ermite à Crowland en Angleterre.
- Dorothée (IVe siècle), anachorète dans la Thébaïde d'Égypte ; date occidentale, fêtée le 16 septembre en Orient[15].
- Gorgon († vers 304), martyr à Rome avec Dorothée de Nicomédie.
- Kiaran († vers 549) - ou « Ciaran » ou « Kieran » -, abbé irlandais, un des douze apôtres de l'Irlande, fondateur du monastère de Clonmacnoise, sur la rive gauche du Shannon.
- Omer de Thérouanne († vers 670) - ou « Audomar » -, évêque de Thérouanne.
- Osmane et Osanne (VIIe siècle), Ermites irlandaises.
- Séverien (IVe siècle), Soldat romain martyr à Sébaste.
- Thégonnec (VIe siècle), Moine.
- Ulphace (Ve siècle), Ermite.
- Wulfhilde († v. 1000), Abbesse anglaise.

#### Saints ou bienheureux catholiques
Saints et béatifiés du jour :
- Alain de la Roche († 1475), bienheureux, dominicain à Zwolle, aux Pays-Bas.
- Élisabeth Eppinger († 1867), bienheureuse religieuse française, fondatrice de congrégation.
- Francisco Garate Aranguren († 1929), bienheureux frère jésuite.
- Frédéric Ozanam († 1853), bienheureux laïc français, Fondateur de la société saint Vincent de Paul.
- George Douglas († 1587), bienheureux prêtre et martyr.
- Jacques-Désiré Laval († 1864), bienheureux prêtre et évangélisateur de l'Ile Maurice.
- Marie Euthymie Üffing († 1955), bienheureuse religieuse tchèque[16].
- Maria Toribia (XIIe siècle), Veuve de saint Isidore le laboureur.
- Pierre Bonhomme († 1861), bienheureux prêtre français et fondateur de congrégation.
- Pierre Claver (1580 - 1654), prêtre jésuite, né près de Barcelone.

#### Saints orthodoxes
Saints du jour, aux dates parfois "juliennes" ou orientales :
- Joachim (יְהוֹיָקִים, yehoyakim / yehowyaqiym, c'est-à-dire que « Jéhovah “(Dieu) met debout », prépare“, “accorde“ ou “suscite“, en hébreu ancien ; Ier siècle av. J.-C. son petit-fils supposé, peut-être vers -90 à vers -10), époux de sainte Anne en même temps qu'avec laquelle il est fêté, père de la Vierge Marie (à la nativité fixée la veille 8 septembre quant à cette dernière) et donc de fait grand-père maternel légendaire de Jésus de Nazareth selon les traditions orthodoxe et catholique non canoniques mais apocryphes, le monde catholique le célébrant plutôt les 26 juillet avec sa femme Sainte Anne.
- Joseph de Volok († 1515), higoumène.

### Prénoms
Bonne fête aux Alain,
- ses variantes les plus fréquentes : Alan, Allain, Allan, Allen ;
- au féminin : Alaina, Alana, Alannah ;
- leurs formes bretonnes : Alan, Alana, Alanic, Alanig, Alanik, Alaon, Allain, Allan, Allanic, Alon, Laïn, Lan, Lanig, et Naig[17](Les Lenaïg, Lénaïg, Naïs et variantes plutôt lors de la sainte Hélène des 18 août).

Et aussi aux :
- Gorgon,
- Joachim, et ses variantes voire diminutifs : Achim, Akim (les Chino étant plutôt à rapprocher des Francin gallos et François), Gioacchino, Joakin, Joakina, Joaquim, Joaquin, Joaquina, Joiaqim, Kim, Kin, Kino, Kina, Quino, Quina, etc.
- Aux Omer, Omar (?) et leurs formes féminines : Omère et Omérine (et non pas Océane ni Omara ?).

## Traditions et superstitions

### Astrologie
- Signe du zodiaque : dix-huitième jour  du signe astrologique de la Vierge.

## Toponymie
- Plusieurs voies, places, sites ou édifices de pays ou provinces francophones contiennent la date du jour dans leur nom sous différentes graphies possibles : voir Neuf-Septembre.